# Україна на Чемпіонаті світу з водних видів спорту 2017
Україна взяла участь у Чемпіонаті світу з водних видів спорту 2017, який пройшов у Будапешті (Угорщина) з 14 по 30 липня.

## Медалісти
| Медаль | Ім'я | Вид спорту         | Дисципліна                    | Дата     |
| ------ | --- | ------------------ | ----------------------------- | -------- |
| Срібло | Марина Алексієва Владислава Алексієва Валерія Апрелєва Катерина Гончарова Олександра Кашуба Яна Наріжна Катерина Резнік Анастасія Савчук Аліна Шинкаренко Ксенія Сидоренко Анна Волошина Єлизавета Яхно | Синхронне плавання | комбінація, довільна програма | 22 липня |
| Срібло | Михайло Романчук | Плавання           | 1500 м вільним стилем         | 30 липня |
| Бронза | Анна Волошина | Синхронне плавання | соло, технічна програма       | 15 липня |
| Бронза | Олег Колодій Ілля Кваша | Стрибки у воду     | синхронний трамплін, 3 метри  | 15 липня |
| Бронза | Анна Волошина Єлизавета Яхно | Синхронне плавання | дует, технічна програма       | 16 липня |
| Бронза | Анна Волошина | Синхронне плавання | соло, довільна програма       | 19 липня |
| Бронза | Анна Волошина Єлизавета Яхно | Синхронне плавання | дует, довільна програма       | 20 липня |
| Бронза | Марина Алексієва Владислава Алексієва Валерія Апрелєва Олександра Кашуба Яна Наріжна Анастасія Савчук Аліна Шинкаренко Ксенія Сидоренко Анна Волошина Єлизавета Яхно                                    | Синхронне плавання | група, довільна програма      | 21 липня |
| Бронза | Андрій Говоров | Плавання           | 50 м батерфляєм               | 24 липня |

## Стрибки у воду
Спортсменів —12
Чоловіки
| Спортсмен                           | Дисципліна                   | Попередні змагання | Попередні змагання | Півфінали | Півфінали | Фінал           | Фінал           |
| Спортсмен                           | Дисципліна                   | Очки               | Місце              | Очки      | Місце     | Очки            | Місце           |
| ----------------------------------- | ---------------------------- | ------------------ | ------------------ | --------- | --------- | --------------- | --------------- |
| Олег Колодій                        | Трамплін, 1 метр             | 374.80             | 6 Q                | Н/Д       | Н/Д       | 419.05          | 6               |
| Ілля Кваша                          | Трамплін, 1 метр             | 349.20             | 16                 | Н/Д       | Н/Д       | Завершив виступ | Завершив виступ |
| Олег Колодій                        | Трамплін, 3 метри            | 418.70             | 14 Q               | 409.95    | 12 Q      | 470.00          | 7               |
| Ілля Кваша                          | Трамплін, 3 метри            | 416.30             | 15 Q               | 405.60    | 15        | Завершив виступ | Завершив виступ |
| Максим Долгов                       | Вишка, 10 метрів             | 432.50             | 11 Q               | 432.50    | 12 Q      | 484.70          | 5               |
| Олег Колодій Ілля Кваша             | Синхронний трамплін, 3 метри | 398.91             | 6 Q                | Н/Д       | Н/Д       | 429.99          | 3               |
| Максим Долгов Олександр Горшковозов | Синхронна вишка, 10 метрів   | 419.01             | 3 Q                | Н/Д       | Н/Д       | 416.31          | 5               |

Жінки
| Спортсменка                       | Дисципліна                   | Попередні змагання | Попередні змагання | Півфінали        | Півфінали        | Фінал            | Фінал            |
| Спортсменка                       | Дисципліна                   | Очки               | Місце              | Очки             | Місце            | Очки             | Місце            |
| --------------------------------- | ---------------------------- | ------------------ | ------------------ | ---------------- | ---------------- | ---------------- | ---------------- |
| Ганна Письменська                 | Трамплін, 1 метр             | 241.00             | 20                 | Н/Д              | Н/Д              | Завершила виступ | Завершила виступ |
| Діана Шелестюк                    | Трамплін, 1 метр             | 211.30             | 34                 | Н/Д              | Н/Д              | Завершила виступ | Завершила виступ |
| Ганна Письменська                 | Трамплін, 3 метри            | 216.60             | 38                 | Завершила виступ | Завершила виступ | Завершила виступ | Завершила виступ |
| Анастасія Недобіга                | Трамплін, 3 метри            | 273.00             | 16 Q               | 274.65           | 16               | Завершила виступ | Завершила виступ |
| Ганна Красношлик                  | Вишка, 10 метрів             | 253.50             | 30                 | Завершила виступ | Завершила виступ | Завершила виступ | Завершила виступ |
| Софія Лискун                      | Вишка, 10 метрів             | 270.45             | 26                 | Завершила виступ | Завершила виступ | Завершила виступ | Завершила виступ |
| Анастасія Недобіга Діана Шелестюк | Синхронний трамплін, 3 метри | 270.57             | 9 Q                | Н/Д              | Н/Д              | 280.56           | 7                |
| Валерія Люлько Софія Лискун       | Синхронна вишка, 10 метрів   | 275.10             | 11 Q               | Н/Д              | Н/Д              | 265.20           | 12               |

Змішані змагання
| Спортсмени                           | Дисципліна                   | Фінал  | Фінал |
| Спортсмени                           | Дисципліна                   | Очки   | Місце |
| ------------------------------------ | ---------------------------- | ------ | ----- |
| Станіслав Оліферчик Вікторія Кесар   | Синхронний трамплін, 3 метри | 270.06 | 10    |
| Максим Долгов Валерія Люлько         | Синхронна вишка, 10 метрів   | 287.34 | 12    |
| Олександр Горшковозов Вікторія Кесар | Команда                      | 284.20 | 18    |

## Хай-дайвінг
| Спортсмен        | Дисципліна | Очки   | Місце |
| ---------------- | ---------- | ------ | ----- |
| Олексій Пригоров | чоловіки   | 330.30 | 11    |

## Плавання на відкритій воді
| Спортсмен         | Дисципліна       | Час        | Місце |
| ----------------- | ---------------- | ---------- | ----- |
| Ігор Червинський  | 5 км (чоловіки)  | 55:13.2    | 25    |
| Ігор Червинський  | 10 км (чоловіки) | 1:54:27.20 | 34    |
| Ігор Снітко       | 5 км (чоловіки)  | 55:46.7    | 40    |
| Ігор Снітко       | 10 км (чоловіки) | 1:55:06.00 | 43    |
| Марина Кирик      | 5 км (жінки)     | 1:03:51.3  | 43    |
| Марина Кирик      | 10 км (жінки)    | 2:17:02.2  | 52    |
| Христина Панчішко | 5 км (жінки)     | 1:01:24.4  | 23    |
| Христина Панчішко | 10 км (жінки)    | 2:12:12.5  | 48    |

## Плавання
Українські плавці виконали кваліфікаційні нормативи в дисциплінах, які наведено в таблиці.
Чоловіки
| Спортсмен         | Дисципліна            | Попередній заплив | Попередній заплив | Півфінал        | Півфінал        | Фінал           | Фінал           |
| Спортсмен         | Дисципліна            | Час               | Місце             | Час             | Місце           | Час             | Місце           |
| ----------------- | --------------------- | ----------------- | ----------------- | --------------- | --------------- | --------------- | --------------- |
| Андрій Говоров    | 50 м вільним стилем   | 22.05             | 12 Q              | 21.96           | 13              | Завершив виступ | Завершив виступ |
| Андрій Говоров    | 50 м батерфляєм       | 22.92             | 1 Q               | 22.77           | 2 Q             | 22.84           | 3               |
| Андрій Хлопцов    | 50 м батерфляєм       | 23.54             | 14 Q              | 23.31           | 8 Q             | 23.31           | 7               |
| Любомир Лемешко   | 100 м батерфляєм      | 52.97             | 32                | Завершив виступ | Завершив виступ | Завершив виступ | Завершив виступ |
| Сергій Шевцов     | 50 м вільним стилем   | 22.13             | 14 Q              | 22.22           | 15              | Завершив виступ | Завершив виступ |
| Сергій Шевцов     | 100 м вільним стилем  | 48.60 NR          | 11 Q              | 48.30 NR        | 7 Q             | 48.26 NR        | 8               |
| Сергій Фролов     | 1500 м вільним стилем | 14:59.32          | 8 Q               | Н/Д             | Н/Д             | 14:55.10        | 6               |
| Михайло Романчук  | 1500 м вільним стилем | 14:44.11          | 1 Q               | Н/Д             | Н/Д             | 14:37.14 NR     | 2               |
| Богдан Касьян     | 50 м на спині         | 25.31             | 21                | Завершив виступ | Завершив виступ | Завершив виступ | Завершив виступ |
| Дмитро Гурницький | 50 м на спині         | 25.56             | 27                | Завершив виступ | Завершив виступ | Завершив виступ | Завершив виступ |
| Дмитро Гурницький | 100 м на спині        | 56.05             | 31                | Завершив виступ | Завершив виступ | Завершив виступ | Завершив виступ |

Жінки
| Спортсменка   | Дисципліна     | Попередній заплив | Попередній заплив | Півфінал         | Півфінал         | Фінал            | Фінал            |
| Спортсменка   | Дисципліна     | Час               | Місце             | Час              | Місце            | Час              | Місце            |
| ------------- | -------------- | ----------------- | ----------------- | ---------------- | ---------------- | ---------------- | ---------------- |
| Марія Лівер   | 50 м брасом    | 31.33             | 19                | Завершила виступ | Завершила виступ | Завершила виступ | Завершила виступ |
| Марія Лівер   | 100 м брасом   | 1:10.49           | 33                | Завершила виступ | Завершила виступ | Завершила виступ | Завершила виступ |
| Дарина Зевіна | 50 м на спині  | 28.78             | 31                | Завершила виступ | Завершила виступ | Завершила виступ | Завершила виступ |
| Дарина Зевіна | 100 м на спині | 1:00.59           | 16 Q              | 1:00.40          | 14               | Завершила виступ | Завершила виступ |
| Дарина Зевіна | 200 м на спині | 2:09.16           | 7 Q               | 2:08.30          | 9                | Завершила виступ | Завершила виступ |

## Синхронне плавання
Жінки
| Спортсменка | Дисципліна                    | Попередні змагання | Попередні змагання | Фінал   | Фінал |
| Спортсменка | Дисципліна                    | Очки               | Місце              | Очки    | Місце |
| --- | ----------------------------- | ------------------ | ------------------ | ------- | ----- |
| Анна Волошина | соло, технічна програма       | 90.5617            | 4 Q                | 91.9992 | 3     |
| Анна Волошина | соло, довільна програма       | 92.8667            | 3 Q                | 93.3000 | 3     |
| Анна Волошина Єлизавета Яхно | дует, технічна програма       | 90.6940            | 3 Q                | 92.6482 | 3     |
| Анна Волошина Єлизавета Яхно | дует, довільна програма       | 92.8333            | 3 Q                | 93.2667 | 3     |
| Марина Алексієва Владислава Алексієва Валерія Апрелєва Олександра Кашуба Яна Наріжна Анастасія Савчук Аліна Шинкаренко Ксенія Сидоренко Анна Волошина Єлизавета Яхно                                    | група, технічна програма      | 91.4917            | 4 Q                | 92.3596 | 4     |
| Марина Алексієва Владислава Алексієва Валерія Апрелєва Олександра Кашуба Яна Наріжна Анастасія Савчук Аліна Шинкаренко Ксенія Сидоренко Анна Волошина Єлизавета Яхно                                    | група, довільна програма      | 92.9000            | 3 Q                | 93.9333 | 3     |
| Марина Алексієва Владислава Алексієва Валерія Апрелєва Катерина Гончарова Олександра Кашуба Яна Наріжна Катерина Резнік Анастасія Савчук Аліна Шинкаренко Ксенія Сидоренко Анна Волошина Єлизавета Яхно | комбінація, довільна програма | 93.1667            | 2 Q                | 94.0000 | 2     |